# Toshiba
Toshiba (東芝, Tōshiba) (TYO 6502, LSE TOS) és una companyia japonesa dedicada a la manufactura d'aparells elèctrics i electrònics amb seu a Tòquio. Ocupa el 7è lloc en la llista de grans companyies mundials del seu camp.
Durant l'any comercial 2000-01 l'empresa va facturar per 5.951.357 milions de iens i va obtenir un benefici net de 96.168.000.000 ¥. Treballen per a Toshiba 188.042 empleats (2001).

## Història
La primera, Tanaka Seizosho (Obres d'enginyeria Tanaka), era l'empresa d'equips telegràfics més important del Japó i va ser fundada per Hisashige Tanaka en 1875. El 1904, l'empresa va canviar el seu nom pel de Shibaura Seisakusho (Obres d'enginyeria Shibaura). Al llarg de la primera meitat del segle xx, Shibaura Seisakusho es va convertir en la principal fabricant de maquinària pesant elèctrica, mentre el Japó, modernitzat durant l'Era Meiji, es convertia en una potència industrial en l'àmbit mundial.
La segona empresa, anomenada Hakunetsusha, es va fundar en 1890 i era la principal fabricant de llums elèctriques incandescents del Japó. L'empresa va ampliar la seva oferta a altres productes elèctrics i ja en 1899 va prendre el nom de Tokyo Denki (Elèctrica de Tòquio).
La fusió en 1939 de Shibaura Seisakusho i Tokyo Denki va crear una nova empresa anomenada Tokyo Shibaura Denki. No va trigar gaire a ser coneguda amb l'àlies de Toshiba, però no va ser fins a 1978 quan l'empresa va canviar el seu nom oficialment pel de Toshiba Corporation.
El grup es va expandir amb força, tant pel creixement intern com per adquisicions, absorbint companyies d'enginyeria i indústria primària durant els anys 1940 i 1950, donant lloc a empreses subsidiàries a partir dels 1970 com Toshiba EMI (1960), Toshiba Electrical Equipment (Equips elèctrics Toshiba) (1974), Toshiba *hemical (Química de Toshiba) (1974), Toshiba Lighting and Technology (Il·luminació i Tecnologia Toshiba) (1989) i la Toshiba Carrier Corporation (Corporació de Transportis Toshiba) (1999).
l'empresa l'any 1957 al 1962 va vendre 356 cotxes elèctrics per als ferrocarrils mitre i sarment per a reemplaçar la vella flota de cotxes anglesos.
L'empresa va ser responsable d'algunes primícies japoneses, com el radar (1942), la TAC (1954), televisor de transistors i forn microones (1959), videòfon en color (1971), el vocable en japonès processador (1978), el sistema MRI (1982), computadora portàtil (1986), NAND EEPROM (1991), DVD (1995), i el Libretto (1996).
El 1987 va ser acusada dels càrrecs de venda il·legal de fresadores computadoritzades usades per a produir submarins extremadament silenciosos a la Unió Soviètica, violant així el tractat CoCom (Coordinating Committee for Multilateral Export Controls, Comitè Coordinador per al Control de l'Exportació Multilateral) aprovat durant la Guerra freda. Aquest incident refredà les relacions comercials entre els Estats Units i el Japó, i va acabar amb la detenció de dos importants executius de l'empresa, així com la imposició de sancions per part d'ambdós països.
Abans de la Segona Guerra Mundial, Toshiba era membre del grup Mitsui zaibatsu (lit. conglomerat). Avui dia, Toshiba forma part del keiretsu Mitsui (multinacional), i encara manté acords preferents amb el Banc Mitsui i altres membres del keiretsu. Pertànyer a un keiretsu implica lleialtat, tant corporativa com privada, als altres membres del keiretsu o els seus aliats. Aquesta lleialtat s'estén fins i tot fins a la cervesa que els obrers prenen, que en el cas de Toshiba és la Asahi.

## Innovacions destacables
- Toshiba ha creat un disc d'enregistrament perpendicular d'1,8 polzades (4,5 cm) capaç d'emmagatzemar 80 GB.
- Va desenvolupar juntament amb Microsoft i NEC el HD-DVD (DVD d'alta definició).